# Forestdale (Alabama)
Forestdale é uma Região censo-designada localizada no estado americano do Alabama, no Condado de Jefferson.

## Demografia
Segundo o censo americano de 2000, a sua população era de 10.509 habitantes.

## Geografia
De acordo com o United States Census Bureau tem uma área de 17,9 km², dos quais 17,9 km² cobertos por terra e 0,0 km² cobertos por água.

## Localidades na vizinhança
O diagrama seguinte representa as localidades num raio de 8 km ao redor de Forestdale.